# Xestia verniloides
Xestia verniloides là một loài bướm đêm trong họ Noctuidae.